# 히카르두 바후스
히카르두 필리프 바후스 호드리게스(포르투갈어: Ricardo Filipe Barros Rodrigues, 1990년 4월 27일 ~ )는 히카르두 바후스(Ricardo Barros)로 불리는 포르투갈의 축구 선수로, 포지션은 스트라이커이다.

## 클럽 경력
2017년 K리그 클래식의 광주 FC에서 영입하였고 당시 등록명은 바로스였다. 그러나 2017년 5월 6일, 부상과 적응 실패로 계약 해지를 했다.